# Avenue du Professeur-André-Lemierre
L'avenue du Professeur-André-Lemierre est une voie du 20e arrondissement de Paris, en France.

## Situation et accès

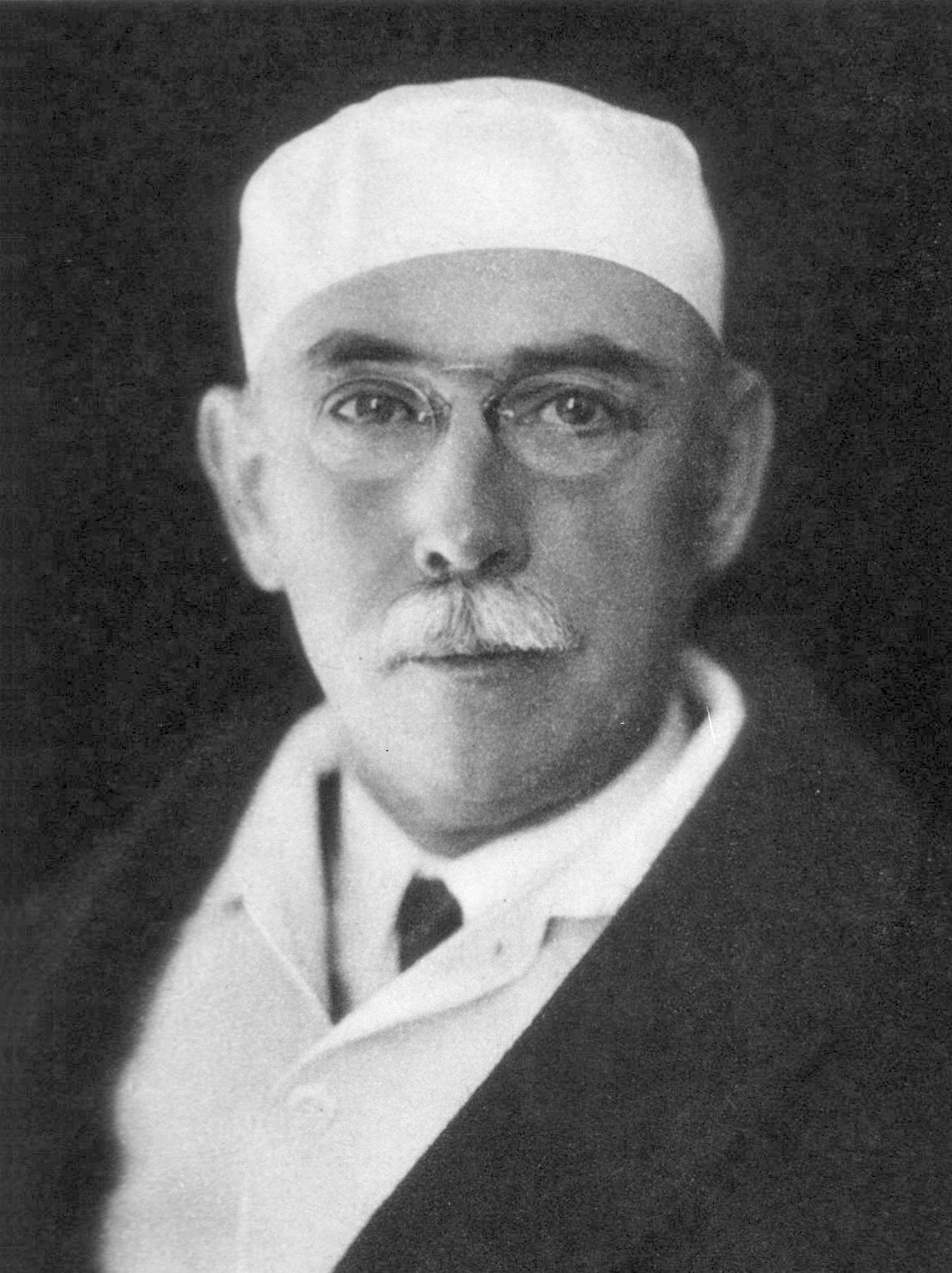
Le bactériologiste André Lemierre.

L'avenue du Professeur-André-Lemierre est une voie située dans le 20e arrondissement de Paris. Elle débute avenue de la Porte-de-Montreuil.
Elle marque le point de départ de la rue Étienne-Marcel à Montreuil, puis de la rue Eugène-Varlin.
Elle se termine au croisement de la rue Édouard-Vaillant et de l'avenue Gallieni à Bagnolet.

## Origine du nom
Elle porte son nom du bactériologiste français André Lemierre (1875-1956).

## Historique
Cette voie ouverte en 1949 a été provisoirement dénommée « voie X/20 » et a pris sa dénomination actuelle le 23 avril 1965.

## Bâtiments remarquables et lieux de mémoire
- Marché aux puces de la porte de Montreuil.
- Centre commercial La Grande Porte.

### Liens externes

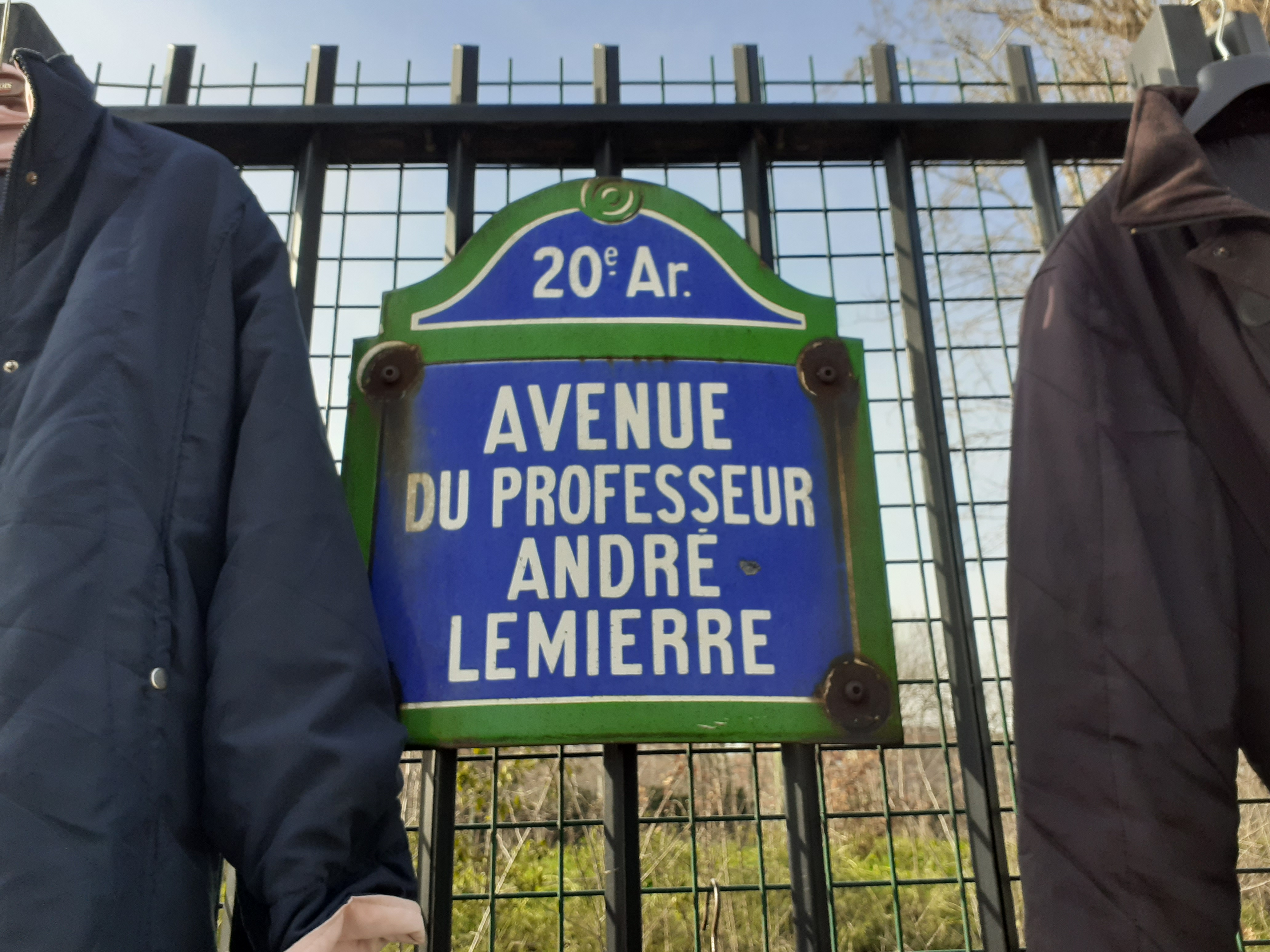
Plaque de l'avenue lors du marché aux Puces.